# Nati nel 1929/Settembre
| Questa pagina contiene informazioni ricavate automaticamente dalle voci biografiche con l'ausilio del template Bio e di un bot. L'aggiornamento è periodico e automatico e ricostruisce completamente la pagina. Se manca una persona in questa lista, sei pregato di non aggiungerla, ma accertati piuttosto che la sua voce biografica contenga il template Bio e che i dati anagrafici siano correttamente compilati. Se il template Bio manca, inseriscilo tu stesso o, in alternativa, metti l'avviso {{tmp\|Bio}} che ne segnala la mancanza. Se i dati riportati sono sbagliati, correggi direttamente la voce biografica; le modifiche saranno visibili in questa lista entro pochi giorni. Per chiarimenti vedi il progetto biografie. La lista contiene solo le 178 persone che sono citate nell'enciclopedia e per le quali è stato implementato correttamente il template Bio. Pagina aggiornata al 18 lug 2025. |

- 1º settembre - Antal Kotász, calciatore ungherese († 2003)
- 1º settembre - Guido Martino, politico e medico italiano († 2001)
- 1º settembre - Marianne Picard, storica francese († 2006)
- 1º settembre - Franca Ronchetti, cestista italiana († 2018)
- 1º settembre - Giovanni Maria Rossi, presbitero, compositore e musicista italiano († 2004)
- 1º settembre - Modesto Sardo, politico italiano († 1991)
- 1º settembre - Jacques Toja, attore francese († 1996)
- 1º settembre - Tomisaburō Wakayama, attore giapponese († 1992)
- 2 settembre - Hal Ashby, regista, montatore e produttore cinematografico statunitense († 1988)
- 2 settembre - Mario Bertok, scacchista e giornalista croato († 2008)
- 2 settembre - Rex Hartwig, tennista australiano († 2022)
- 2 settembre - Rina Macrelli, sceneggiatrice, scrittrice e conduttrice televisiva italiana († 2020)
- 2 settembre - Elio Marchegiani, pittore e scultore italiano
- 2 settembre - Victor Spinetti, attore britannico († 2012)
- 3 settembre - James Bulger, mafioso statunitense († 2018)
- 3 settembre - Ramon Monzon, fumettista spagnolo († 1996)
- 3 settembre - Carlo Clerici, ciclista su strada svizzero († 2007)
- 3 settembre - Enrique Lihn, poeta cileno († 1988)
- 3 settembre - Anna Maria Mussolini, conduttrice radiofonica italiana († 1968)
- 3 settembre - Bob Naber, cestista statunitense († 1998)
- 3 settembre - Paul Nolen, cestista statunitense († 2009)
- 3 settembre - Gino Orlando, calciatore brasiliano († 2003)
- 3 settembre - Raymond Robinson, pistard sudafricano († 2018)
- 4 settembre - Guido Lollobrigida, attore italiano († 2013)
- 4 settembre - Elizabeth Roemer, astronoma statunitense († 2016)
- 5 settembre - Michele Alverà, bobbista italiano († 1991)
- 5 settembre - Sergio Cavina, politico italiano († 1977)
- 5 settembre - Pina Majone Mauro, poetessa e scrittrice italiana († 2023)
- 5 settembre - Bob Newhart, attore e comico statunitense († 2024)
- 5 settembre - Andrijan Grigor'evič Nikolaev, cosmonauta sovietico († 2004)
- 5 settembre - Sofía Silva, modella venezuelana († 2011)
- 6 settembre - Cyrus Atabay, poeta e traduttore iraniano († 1996)
- 6 settembre - Carlo Cisventi, fotografo e fotoreporter italiano († 1988)
- 6 settembre - Keith Gardner, velocista e ostacolista giamaicano († 2012)
- 6 settembre - Edvardas Gudavičius, ingegnere e storico lituano († 2020)
- 6 settembre - Yash Johar, produttore cinematografico indiano († 2004)
- 6 settembre - Albino Longhi, giornalista italiano († 2018)
- 6 settembre - Beppe Menegatti, regista teatrale italiano († 2024)
- 6 settembre - Charles Moffett, batterista statunitense († 1997)
- 7 settembre - Jeff Hall, calciatore inglese († 1959)
- 7 settembre - Kenny Howard, artista e decoratore statunitense († 1992)
- 7 settembre - Bobby Johnstone, calciatore scozzese († 2001)
- 7 settembre - Yves Lacoste, geografo francese
- 7 settembre - Clyde Lovellette, cestista statunitense († 2016)
- 7 settembre - T.P. McKenna, attore irlandese († 2011)
- 7 settembre - John Milford, attore statunitense († 2000)
- 7 settembre - Enrico Pagani, cestista italiano († 1998)
- 8 settembre - Roger Byrne, calciatore inglese († 1958)
- 8 settembre - Christoph von Dohnányi, direttore d'orchestra tedesco
- 8 settembre - German Lavrov, regista sovietico († 1995)
- 9 settembre - Fides Benini, nuotatrice italiana († 1993)
- 9 settembre - Bernardo Brusca, mafioso italiano († 2000)
- 9 settembre - Giorgio Calcagno, giornalista, critico letterario e scrittore italiano († 2004)
- 9 settembre - Arcangelo Lobianco, politico e scrittore italiano
- 9 settembre - Claude Nougaro, cantante francese († 2004)
- 9 settembre - Ruth Pfau, medico e religiosa tedesca († 2017)
- 9 settembre - Stu Phillips, compositore e direttore d'orchestra statunitense
- 9 settembre - Edmur Ribeiro, calciatore brasiliano († 2007)
- 9 settembre - Jurate Rosales, giornalista venezuelana († 2023)
- 10 settembre - János Bédl, calciatore e allenatore di calcio ungherese († 1987)
- 10 settembre - Prince Lasha, sassofonista, flautista e compositore statunitense († 2008)
- 10 settembre - Arnold Palmer, golfista statunitense († 2016)
- 10 settembre - Inessa Surenovna Tumanjan, regista sovietica († 2005)
- 11 settembre - Eve Brent, attrice statunitense († 2011)
- 11 settembre - Burhan Doğançay, artista turco († 2013)
- 11 settembre - Kenji Ekuan, designer giapponese († 2015)
- 11 settembre - Akira Kono, ginnasta giapponese († 1995)
- 11 settembre - Sebastian Koto Khoarai, cardinale e vescovo cattolico lesothiano († 2021)
- 11 settembre - Giovanni Marongiu, politico italiano († 1993)
- 11 settembre - Jana Mason, cantante e attrice statunitense († 2013)
- 11 settembre - Eric Paterson, hockeista su ghiaccio canadese († 2014)
- 11 settembre - Birgitta Trotzig, scrittrice e critica letteraria svedese († 2011)
- 12 settembre - Jončo Arsov, allenatore di calcio e calciatore bulgaro († 2011)
- 12 settembre - Nicola Imbriaco, politico italiano
- 12 settembre - Leonid Isaakovič Menaker, regista sovietico († 2012)
- 12 settembre - Domenico Triggiani, scrittore, drammaturgo e regista italiano († 2005)
- 13 settembre - Jan De Valck, ciclista su strada belga († 2010)
- 13 settembre - Nicolaj Ghiaurov, basso bulgaro († 2004)
- 14 settembre - Silvestro Banchetti, pedagogo e storico della filosofia italiano († 2014)
- 14 settembre - Giorgio Barberi Squarotti, critico letterario, poeta e italianista italiano († 2017)
- 14 settembre - Hans Clarin, attore tedesco († 2005)
- 14 settembre - Larry Collins, giornalista e scrittore statunitense († 2005)
- 14 settembre - Svemir Delić, calciatore croato († 2017)
- 14 settembre - John Gutfreund, banchiere e imprenditore statunitense († 2016)
- 14 settembre - Mel Hancock, politico statunitense († 2011)
- 14 settembre - Ferdinand Oyono, scrittore e diplomatico camerunese († 2010)
- 14 settembre - Maurice Vachon, wrestler e lottatore canadese († 2013)
- 14 settembre - Jan Vansina, storico, antropologo e africanista belga († 2017)
- 15 settembre - Alia Al Moujahid, cantante marocchina († 2012)
- 15 settembre - Halina Birenbaum, scrittrice, poetessa e traduttrice polacca
- 15 settembre - Aldo Cabizza, chitarrista italiano († 2013)
- 15 settembre - Johannes Dyba, arcivescovo cattolico tedesco († 2000)
- 15 settembre - Murray Gell-Mann, fisico statunitense († 2019)
- 15 settembre - Dick Latessa, attore statunitense († 2016)
- 15 settembre - John Julius Norwich, storico e personaggio televisivo britannico († 2018)
- 15 settembre - Alessandro Pin, calciatore italiano († 2011)
- 15 settembre - Archie Robertson, calciatore scozzese († 1978)
- 16 settembre - Francisco Bullrich, architetto e pittore argentino († 2011)
- 16 settembre - Dale E. Kildee, politico e insegnante statunitense († 2021)
- 16 settembre - Henri Lanoë, montatore francese († 2024)
- 16 settembre - Maurice Mewis, lottatore belga († 2017)
- 16 settembre - Arnošt Pazdera, calciatore cecoslovacco († 2021)
- 16 settembre - Jamshid bin Abdullah di Zanzibar, sultano tanzaniano († 2024)
- 17 settembre - Stirling Moss, pilota automobilistico britannico († 2020)
- 17 settembre - Eliseo Prado, calciatore argentino († 2016)
- 18 settembre - Antonio Alberti, politico italiano († 2000)
- 18 settembre - Rodolfo Bonetto, designer e batterista italiano († 1991)
- 18 settembre - Alla Hors'ka, pittrice sovietica († 1970)
- 18 settembre - Roberto Malquori, artista italiano († 2025)
- 18 settembre - Jack Mullaney, attore statunitense († 1982)
- 18 settembre - Leonardo Pandolfo, medico e politico italiano († 2006)
- 18 settembre - Elizabeth Spriggs, attrice britannica († 2008)
- 18 settembre - Talus Taylor, insegnante e scrittore statunitense († 2015)
- 19 settembre - Jaume Bassó, cestista spagnolo († 2021)
- 19 settembre - Kathie Browne, attrice statunitense († 2003)
- 19 settembre - Heiner Carow, regista tedesco-orientale († 1997)
- 19 settembre - Timothy Colman, imprenditore, funzionario e velista britannico († 2021)
- 19 settembre - Léon De Lathouwer, ciclista su strada belga († 2008)
- 19 settembre - Marcel Dries, calciatore belga († 2011)
- 19 settembre - Charles Gordon-Lennox, X duca di Richmond, nobile britannico († 2017)
- 19 settembre - Marge Roukema, politica statunitense († 2014)
- 19 settembre - Walter Schleger, calciatore austriaco († 1999)
- 19 settembre - Mel Stewart, attore e musicista statunitense († 2002)
- 19 settembre - Luigi Taveri, pilota motociclistico svizzero († 2018)
- 19 settembre - Branislav Vukosavljević, allenatore di calcio e calciatore jugoslavo († 1985)
- 20 settembre - Hans von Borsody, attore austriaco († 2013)
- 20 settembre - Henry Livings, commediografo e sceneggiatore britannico († 1998)
- 20 settembre - Anne Meara, attrice e comica statunitense († 2015)
- 21 settembre - Héctor Alterio, attore argentino
- 21 settembre - Georges Bernier, scrittore, comico e giornalista francese († 2005)
- 21 settembre - Michel Delahaye, attore e critico cinematografico francese († 2016)
- 21 settembre - Charlotte Froese Fischer, matematica, fisica e informatica sovietica († 2024)
- 21 settembre - Sándor Kocsis, calciatore ungherese († 1979)
- 21 settembre - Silvana Pierucci, cestista, lunghista e multiplista italiana († 2017)
- 21 settembre - Francesco Verga, politico e attivista italiano († 1975)
- 21 settembre - Bernard Williams, filosofo britannico († 2003)
- 22 settembre - Maria Charles, attrice britannica († 2023)
- 22 settembre - Gerald Dreyer, pugile sudafricano († 1985)
- 22 settembre - Carlo Ubbiali, pilota motociclistico italiano († 2020)
- 23 settembre - James Carnegie, III duca di Fife, politico e nobile britannico († 2015)
- 23 settembre - Viktor Sarianidi, archeologo sovietico († 2013)
- 24 settembre - John Carter, musicista e compositore statunitense († 1991)
- 24 settembre - Marcello De Stefano, regista e pittore italiano († 2023)
- 24 settembre - Vojtech Jankovič, calciatore cecoslovacco († 1993)
- 24 settembre - Tunku Abdul Malik, principe malese († 2015)
- 25 settembre - Ronnie Barker, attore e comico britannico († 2005)
- 25 settembre - Luciano Lilloni, scacchista italiano († 2000)
- 25 settembre - Delia Scala, attrice e ballerina italiana († 2004)
- 25 settembre - Mykola Varvarcev, storico ucraino († 2020)
- 25 settembre - Jacques Viaene, pallanuotista francese († 1962)
- 25 settembre - Barbara Walters, giornalista, scrittrice e conduttrice televisiva statunitense († 2022)
- 26 settembre - Peter Dews, regista britannico († 1997)
- 26 settembre - Meredith Gourdine, lunghista statunitense († 1998)
- 26 settembre - Ferdinand Milučký, architetto slovacco († 2019)
- 26 settembre - André Miquel, arabista, storico e traduttore francese († 2022)
- 26 settembre - Vittorio Sermonti, scrittore, traduttore e regista televisivo italiano († 2016)
- 26 settembre - Ugo Vanni, teologo italiano († 2018)
- 27 settembre - Giancarlo Ferri, politico italiano († 2014)
- 27 settembre - Leonard Harris, attore, scrittore e critico cinematografico statunitense († 2011)
- 27 settembre - Henry E. Holt, astronomo statunitense († 2019)
- 27 settembre - Bruno Junk, marciatore sovietico († 1995)
- 27 settembre - Tina Ramirez, ballerina, coreografa e direttrice artistica statunitense († 2022)
- 27 settembre - Suzanne Schiffman, sceneggiatrice e regista francese († 2001)
- 28 settembre - Lata Mangeshkar, cantante indiana († 2022)
- 28 settembre - Nikolaj Ivanovič Ryžkov, politico e ufficiale russo († 2024)
- 29 settembre - Evgenij Nikitin, cestista sovietico († 2010)
- 29 settembre - Generoso Petrella, politico e magistrato italiano († 1997)
- 29 settembre - Qemal Vogli, calciatore albanese († 2004)
- 30 settembre - Abdulichat Umarovič Abbasov, ammiraglio sovietico († 1996)
- 30 settembre - Abdellatief Abouheif, nuotatore egiziano († 2008)
- 30 settembre - Kjell Askildsen, scrittore norvegese († 2021)
- 30 settembre - Béla Kárpáti, allenatore di calcio e calciatore ungherese († 2003)
- 30 settembre - Mir Hazar Khan Khoso, politico pakistano († 2021)
- 30 settembre - Gerhard Marotzke, ex calciatore tedesco orientale
- 30 settembre - Oscar Serfilippi, vescovo cattolico italiano († 2006)
- 30 settembre - Dorothee Sölle, teologa e scrittrice tedesca († 2003)
- 30 settembre - Kazuko Takatsukasa, principessa giapponese († 1989)
- 30 settembre - Hal Uplinger, cestista e produttore televisivo statunitense († 2011)